# أديلايدا أفاغيان
أديلايدا أفاغيان Adelaida Avagyan (بالأرمنية: Ադելաիդա Հովսեփի Ավագյան)، (وُلدت في 6 أبريل 1924، وتُوفيت في 12 مايو 2000) كان طبيبًة أرمنيًة وباحثة وزعيمة في الرعاية الصحية. كانت مديرة مختبر التغذية الصحية من 1969-94 في معهد علم التغذية والوقاية من الأمراض المهنية، يريفان أرمينيا . وهي مؤلفة أكثر من 50 مقالة بحثية في مجلات الاتحاد السوفيتي.